# Septèmes-les-Vallons
 Septèmes-les-Vallons  (en provenzal: Seteme dei Valoun) es una comuna y población de Francia, en la región de Provenza-Alpes-Costa Azul, departamento de Bocas del Ródano, en el distrito de Aix-en-Provence y cantón de Les Pennes-Mirabeau.
Su población en el censo de 2007 era de 10.396 habitantes. Forma parte de la aglomeración urbana de Marsella-Aix-en-Provence.
Está integrada en la Communauté Urbaine Marseille Provence Métropole.

## Geografía

### Situación
Está situada al norte de Marsella, entre los ejes de circulacioón de la Autovía A7 y la ruta nacional N8.
Está situada a 215 m de altitud al nivel del ayuntamiento y se eleva hasta los 562 m al nivel del macizo del Ètoile.

### Clima
La tabla indica las temperatura y precipitaciones en el periodo 1971-2000 :
| Parámetros climáticos promedio de Station de Marignane | Parámetros climáticos promedio de Station de Marignane | Parámetros climáticos promedio de Station de Marignane | Parámetros climáticos promedio de Station de Marignane | Parámetros climáticos promedio de Station de Marignane | Parámetros climáticos promedio de Station de Marignane | Parámetros climáticos promedio de Station de Marignane | Parámetros climáticos promedio de Station de Marignane | Parámetros climáticos promedio de Station de Marignane | Parámetros climáticos promedio de Station de Marignane | Parámetros climáticos promedio de Station de Marignane | Parámetros climáticos promedio de Station de Marignane | Parámetros climáticos promedio de Station de Marignane | Parámetros climáticos promedio de Station de Marignane |
| Mes                                                    | Ene.                                                   | Feb.                                                   | Mar.                                                   | Abr.                                                   | May.                                                   | Jun.                                                   | Jul.                                                   | Ago.                                                   | Sep.                                                   | Oct.                                                   | Nov.                                                   | Dic.                                                   | Anual                                                  |
| ------------------------------------------------------ | ------------------------------------------------------ | ------------------------------------------------------ | ------------------------------------------------------ | ------------------------------------------------------ | ------------------------------------------------------ | ------------------------------------------------------ | ------------------------------------------------------ | ------------------------------------------------------ | ------------------------------------------------------ | ------------------------------------------------------ | ------------------------------------------------------ | ------------------------------------------------------ | ------------------------------------------------------ |
| Temp. máx. media (°C)                                  | 11.2                                                   | 12.6                                                   | 15.3                                                   | 17.7                                                   | 22.2                                                   | 26.1                                                   | 29.5                                                   | 29.2                                                   | 25.3                                                   | 20.3                                                   | 14.7                                                   | 12.0                                                   | 19.7                                                   |
| Temp. media (°C)                                       | 7.1                                                    | 8.3                                                    | 10.7                                                   | 13.1                                                   | 17.4                                                   | 21.1                                                   | 24.1                                                   | 24.0                                                   | 20.4                                                   | 16.0                                                   | 10.8                                                   | 8.1                                                    | 15.1                                                   |
| Temp. mín. media (°C)                                  | 3.0                                                    | 3.9                                                    | 6.0                                                    | 8.5                                                    | 12.6                                                   | 16.0                                                   | 18.7                                                   | 18.7                                                   | 15.5                                                   |                                                        | 6.8                                                    | 4.1                                                    | 10.5                                                   |
| Precipitación total (mm)                               | 54                                                     | 44                                                     | 40                                                     | 58                                                     | 41                                                     | 25                                                     | 13                                                     | 31                                                     | 61                                                     | 85                                                     | 51                                                     | 52                                                     | 554.5                                                  |
| Fuente: Météo France                                   |                                                        |                                                        |                                                        |                                                        |                                                        |                                                        |                                                        |                                                        |                                                        |                                                        |                                                        |                                                        |                                                        |

## Demografía
| 4600 | 5844 | 10 827 | 10 681 | 10 415 | 10 202 |
| Para los censos de 1962 a 1999 la población legal corresponde a la población sin duplicidades (Fuente: INSEE [Consultar]) |      |        |        |        |        |

## Personajes famosos
- Zinedine Zidane
- Samir Nasri
- Jérémy Gavanon

## Ciudades hermanadas
- Béni Abbès, Argelia